# 赤背东岛
赤背东岛是钓鱼岛及其附属岛屿中的一个小岛，位于赤尾屿北。2012年3月3日，中华人民共和国国家海洋局、民政部公布其标准名称。
赤背东岛是赤尾屿系列岛屿之一，它位于该赤背四岛（赤背东岛、赤背西岛、赤背南岛、赤背北岛）的最东端，岛屿外形狭长，呈东西走向。中华人民共和国公布的钓鱼岛海区的领海基线，其中一个基点就在赤背东岛。

## 外部連結
- 中華民國內政部釣魚臺列嶼簡介（繁體中文）
- ウオッちず 地図閲覧サービス（試験公開） （页面存档备份，存于）（日本国土地理院の地形図）（日語）